# Les Istres-et-Bury
Les Istres-et-Bury est une commune française, située dans le département de la Marne en région Grand Est. Elle fait partie de la région naturelle de la Champagne crayeuse.
Commune rurale de l'aire d'attraction d'Épernay, Les Istres-et-Bury est membre de la communauté d'agglomération Épernay, à qui elle a transféré un certain nombre de compétences (notamment en matière d'eau et de déchets).
Au dernier recensement de 2022, la commune comptait 90 habitants. Son économie est particulièrement tournée vers l'agriculture. Son patrimoine architectural comprend notamment son église Sainte-Hélène, classée monument historique.

## Géographie

### Description

Carte de la commune, cliquez pour agrandir.

Les Istres-et-Bury est un village agricole situé dans la plaine de la Champagne crayeuse, à douze kilomètres au sud-est d'Épernay. Au nord de la commune s'élèvent deux collines peu élevées : le Mont Fiéry à l'est et le lieu-dit les Maises à l'ouest, qui atteignent toutes les deux 94 mètres au-dessus du niveau de la mer. Elles servent de finage avec respectivement Plivot et Flavigny. À l'extrême nord-ouest, on distingue cependant une légère dépression aux Ares, avec une altitude comprise entre 87 et 90 m. Entre les deux collines, un petit plateau d'environ 90 mètres d'altitude est formé autour de la route départementale 337. Derrière ces collines, après les vallées des Tarnauds et de la Marne en direction du nord, se dresse la Montagne de Reims. En regardant vers l'ouest, c'est la côte des blancs qui s'élève au-dessus de la plaine.
Avant d'atteindre les deux hameaux et le ruisseau qui traverse la commune, les deux collines s'estompent. Se forme alors une petite vallée comprise entre 81 et 87 mètres d'altitude, suivant le cours du Montjouy. Cette vallée s'élargit à l'est une fois le bourg de Bury dépassé, avant les marais d'Athis. Le nom du ruisseau n'est d'ailleurs pas clairement défini. Auguste Longnon fait état en 1891 du « ru de Montjouet », un affluent de la Somme-Soude, qui « coule sur les finages d'Athis et Les Istres ». Pour l'Institut national de l'information géographique et forestière, il s'agit du « Montjouy », qui devient « la Tranchée » une fois arrivé aux marais d'Athis et « Rivière Noire » à Cherville, avant de se jeter dans les Tarnauds. Pour le Sandre, ces trois ruisseaux n'en forme qu'un, « La Noire », qui s'écoule sur près de dix kilomètres depuis la limite entre Les Istres et Flavigny jusqu'aux Tarnauds. Le cadastre de la commune fait quant à lui état d'un ruisseau nommé « Le Montjoint ». Le ruisseau prend sa source au lieu-dit La Fosse aux Saules à l'ouest des Istres. La majorité des zones boisées du village se trouvent le long de son cours ; il est aujourd'hui asséché.
Une fois le ru dépassé, le terrain remonte à nouveau jusqu'à une colline qui domine le village au sud, à 97 mètres. Il s'agit du point culminant du territoire des Istres-et-Bury. Cette colline est également utilisée comme frontière avec les communes de Pocancy et Saint-Mard-lès-Rouffy.

### Communes limitrophes
La limite nord du territoire est partagée dans son intégralité avec Plivot, dont le centre est à 4 km au nord-ouest du village. À l'est, Les Istres-et-Bury est limitrophe du hameau du Château du Marais et des marais d'Athis, appartenant à la commune d'Athis. Celle-ci se trouve à 4,4 km au nord-est. Le sud de la commune est frontalier de Pocancy et de Saint-Mard-lès-Rouffy. Les deux villages sont situés à entre 5 et 6 km des Istres-et-Bury. Cependant, il n'existe pas de route reliant le village à Saint-Mard-lès-Rouffy, en dehors de chemins de terre,.
En direction de l'ouest, la commune est voisine de Flavigny. C'est le village le moins éloigné puisqu'il se situe à 2,4 km. Flavigny et les lotissements de la ville suivante, Avize, s'étendent d'est en ouest, le long de la route départementale 19 qui dessert le village. Entre Les Istres et Flavigny, se dresse le château d'eau qui alimente en eau potable les deux communes.
| Plivot                | Plivot             | Athis   |
| Flavigny              | des Istres-et-Bury | Athis   |
| Saint-Mard-lès-Rouffy | Pocancy            | Pocancy |

### Géologie

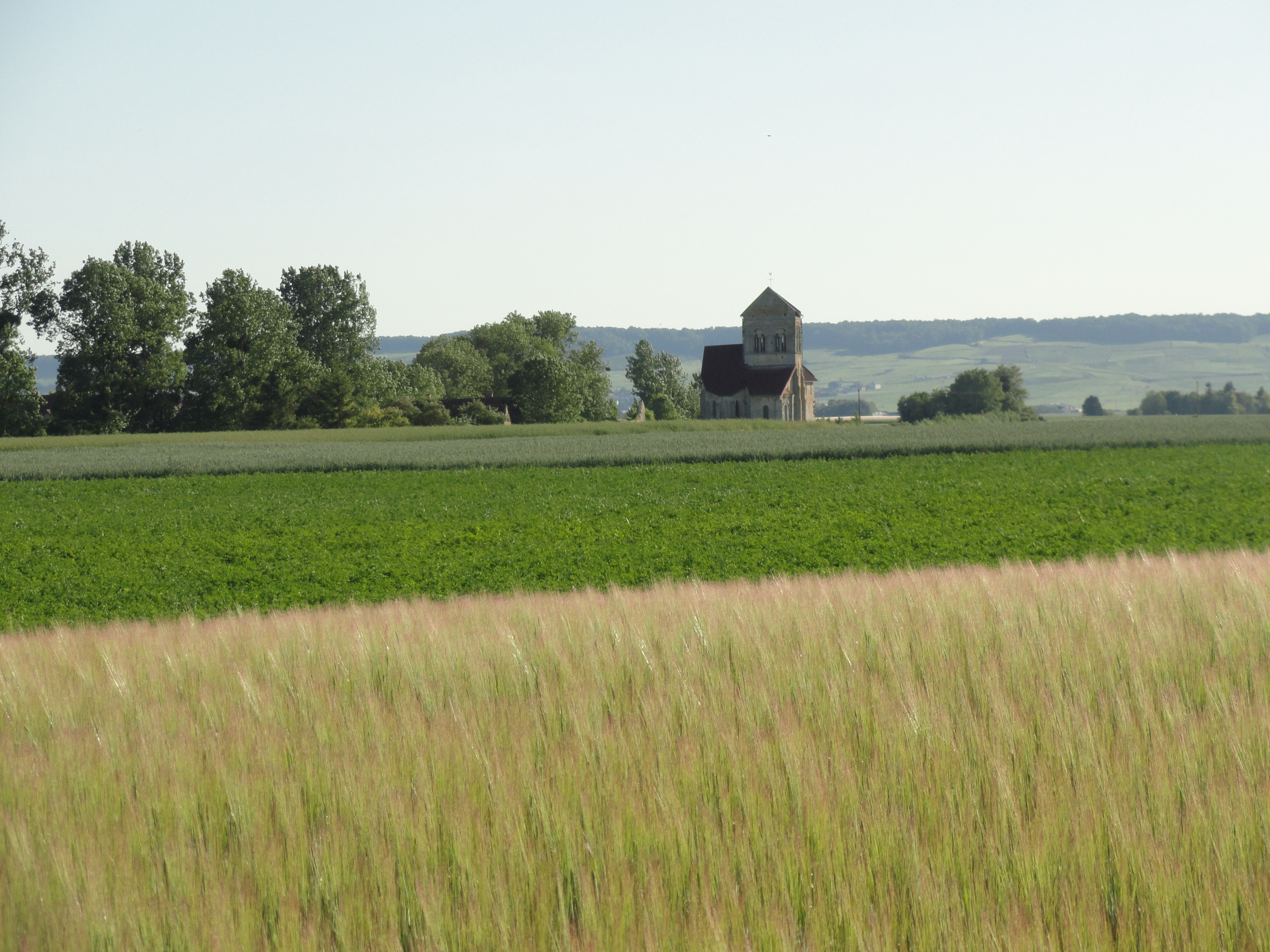
Les Istres, avec en arrière-plan la côte des blancs.

La majeure partie du territoire communal, notamment les sommets des collines, se compose de craie à Actinocamax quadratus, dite « craie de Reims » (Campanien). Dans la dépression au nord-ouest ainsi que le long du Montjouy à partir du hameau de Bury vers l'est, le sol est recouvert de colluvions (Quaternaire). À l'est de la commune, dans les pentes des collines comprises entre 82,5 et 85 m, affleure la craie à Micraster coranguinum, localement appelée « craie de Châlons » (Santonien). On la retrouve notamment au Chemin de Jâlons. Le sol du lieu-dit le Bas de la Pâture est composé d'alluvions fluviatiles anciennes (Pléistocène). Enfin, les bords du Montjouy en direction des marais d'Athis sont formés d’alluvions fluviales plus récentes (Holocène).
Au château d'eau entre Les Istres et Flavigny, le sol est composé de limons argileux jusqu'à 40 cm de profondeur. Ils constituent une terre végétale propice à l'agriculture. En dessous, la craie est altérée et jaunâtre. De 2 à 17 m, la craie tendre et blanche y est fissurée. Cela s'explique par la présence d'une fracture orientée nord-est / sud-ouest, qui forme notamment la vallée du Montjouy et de la Tranchée. Cette craie fissurée permet la constitution d'une « zone de circulation privilégiée » au cœur de la nappe de la craie, qui coule ici en direction de la vallée de la Marne. Les Istres-et-Bury se trouve au-dessus de cette nappe de la craie, qui couvre 9 700 km2 en Champagne-Ardenne et permet l'alimentation en eau d'une grande partie des rivières de la région. Après 17 m et jusqu'à au moins 30 m, on distingue une craie blanche, compacte et légèrement marneuse.

### Hydrographie
La commune est dans la région hydrographique « la Seine de sa source au confluent de l'Oise (exclu) » au sein du bassin Seine-Normandie. Elle est drainée par la Noire,.

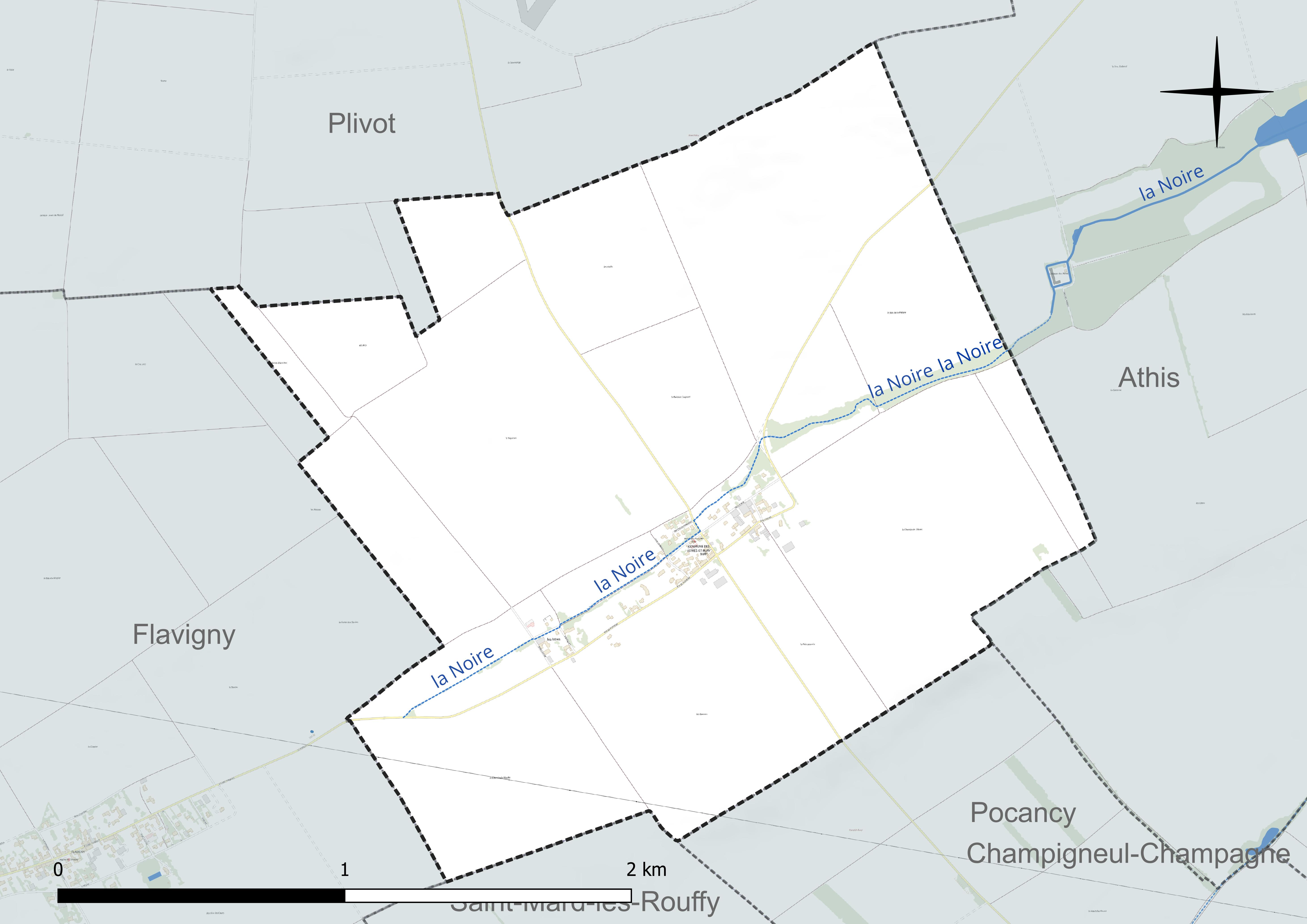
Réseau hydrographique des Istres-et-Bury.

### Climat
Pour des articles plus généraux, voir Climat du Grand Est et Climat de la Marne.
En 2010, le climat de la commune est de type climat océanique dégradé des plaines du Centre et du Nord, selon une étude du Centre national de la recherche scientifique s'appuyant sur une série de données couvrant la période 1971-2000. En 2020, Météo-France publie une typologie des climats de la France métropolitaine dans laquelle la commune est exposée à un climat océanique altéré et est dans la région climatique  Nord-est du bassin Parisien, caractérisée par un ensoleillement médiocre, une pluviométrie moyenne régulièrement répartie au cours de l’année et un hiver froid (3 °C). 
Pour la période 1971-2000, la température annuelle moyenne est de 10,4 °C, avec une amplitude thermique annuelle de 16,1 °C. Le cumul annuel moyen de précipitations est de 697 mm, avec 11,3 jours de précipitations en janvier et 7,9 jours en juillet. Pour la période 1991-2020, la température moyenne annuelle observée sur la station météorologique de Météo-France la plus proche, « Chouilly », sur la commune de Chouilly à 7 km à vol d'oiseau, est de 11,4 °C et le cumul annuel moyen de précipitations est de 668,9 mm. 
La température maximale relevée sur cette station est de 40,3 °C, atteinte le 25 juillet 2019 ; la température minimale est de −12,3 °C, atteinte le 5 février 2012,,. 
Les paramètres climatiques de la commune ont été estimés pour le milieu du siècle (2041-2070) selon différents scénarios d'émission de gaz à effet de serre à partir des nouvelles projections climatiques de référence DRIAS-2020. Ils sont consultables sur un site dédié publié par Météo-France en novembre 2022.

## Urbanisme

### Typologie
Au 1er janvier 2024, Les Istres-et-Bury est catégorisée commune rurale à habitat dispersé, selon la nouvelle grille communale de densité à sept niveaux définie par l'Insee en 2022.
Elle est située hors unité urbaine. Par ailleurs la commune fait partie de l'aire d'attraction d'Épernay, dont elle est une commune de la couronne,. Cette aire, qui regroupe 44 communes, est catégorisée dans les aires de 50 000 à moins de 200 000 habitants,.

### Occupation des sols
L'occupation des sols de la commune, telle qu'elle ressort de la base de données européenne d’occupation biophysique des sols Corine Land Cover (CLC), est marquée par l'importance des territoires agricoles (95 % en 2018), une proportion identique à celle de 1990 (95 %). La répartition détaillée en 2018 est la suivante : 
terres arables (95 %), zones urbanisées (5 %). L'évolution de l’occupation des sols de la commune et de ses infrastructures peut être observée sur les différentes représentations cartographiques du territoire : la carte de Cassini (XVIIIe siècle), la carte d'état-major (1820-1866) et les cartes ou photos aériennes de l'IGN pour la période actuelle (1950 à aujourd'hui).

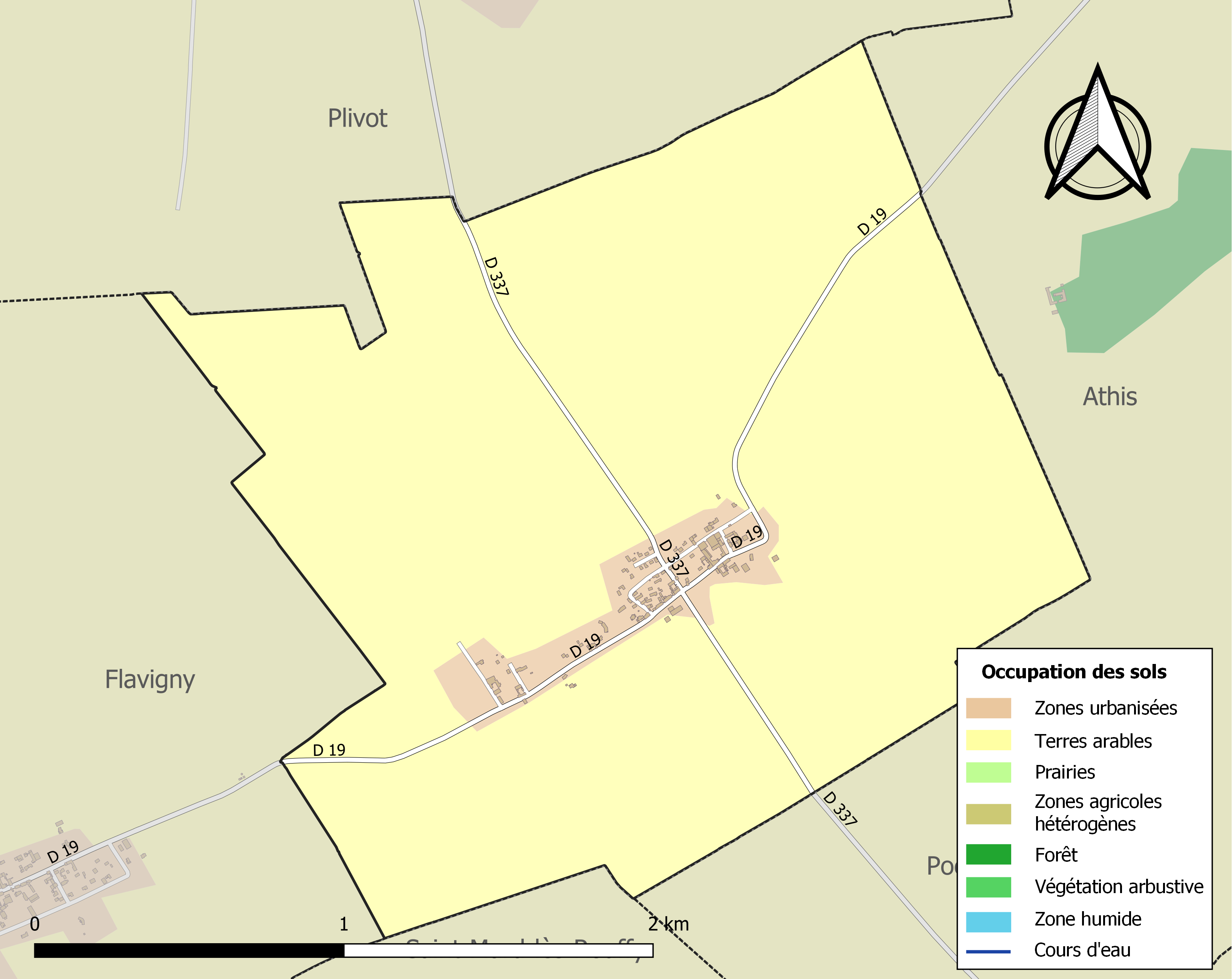
Carte des infrastructures et de l'occupation des sols de la commune en 2018 (CLC).

### Morphologie urbaine et logement
La commune se compose de deux hameaux distincts : Bury et Les Istres. À l'ouest, le hameau des Istres, le plus petit, s'étend entre l'église Sainte-Hélène et la route départementale 19. Ses habitations sont des fermes. Bury, qui se trouve plus à l'est, est environ trois fois plus étendu. Les bâtiments les plus anciens de Bury sont situés autour de l'église de Bury et au nord-est du bourg, près du lieu-dit la Vieille Rue. Les logements les plus récents de Bury se trouvent au nord, de l'autre côté du Montjouy en direction de Plivot, notamment Impasse des Cotonniers (lieu-dit Derrière l'Église). Entre Bury et Les Istres, les champs d'Entre Deux Villes sont peu à peu mités par la construction de pavillons.
En 2007, le village comptait au total 40 logements. Le nombre de logements a ainsi été multiplié par deux entre 1968 et 2007. Environ 40 % des logements construits avant 2005 dataient d'avant 1949 et autant furent construits entre 1975 et 1989. L'ensemble des résidences principales étaient des maisons individuelles, exception faite d'un appartement. Une seule d'entre elles ne possédait pas de salle de bain. Le nombre moyen de pièces était de 5,4 sur la commune. Par ailleurs, près de 95 % des habitants des Istres-et-Bury étaient propriétaires de leur logement[réf. nécessaire].

### Voies de communication et transport

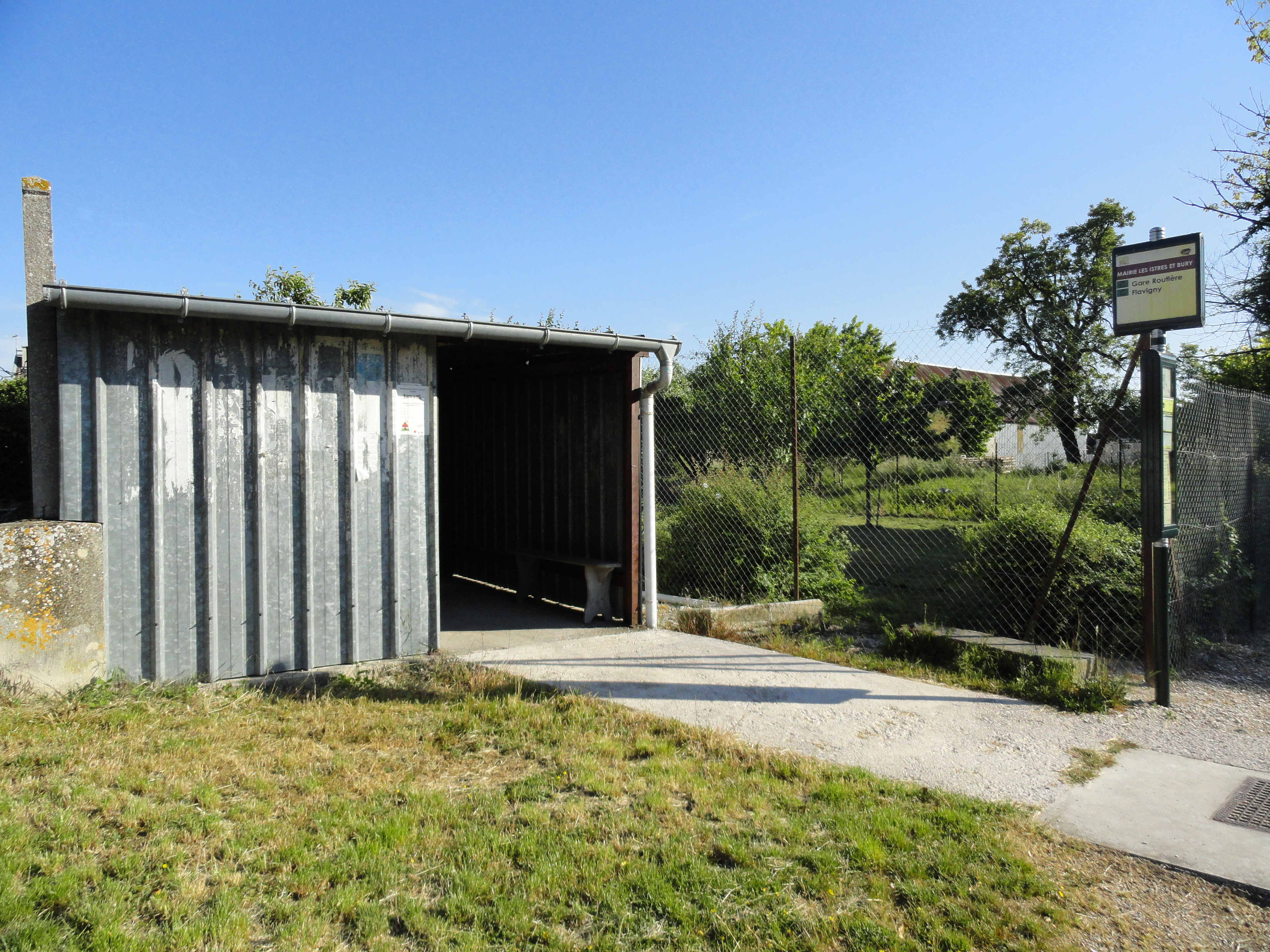
L'arrêt de bus du village.

Le territoire communal n'est traversé que par deux routes : la RD 19 et la RD 337. Cette première se dirige depuis l'ouest, Flavigny et Avize, vers le nord-est en direction d'Athis puis de Tours-sur-Marne. Elle constitue globalement la limite sud des hameaux de Bury et des Istres. Bury est desservi par la départementale 337, entre Plivot et Pocancy.
Les Istres-et-Bury est relativement isolée. Les gares les plus proches sont celles d'Avenay, Ay et Épernay, et sont toutes situées entre 9 et 12 km. L'aérodrome d'Épernay - Plivot se trouve juste au nord de la commune, entre Bury et Plivot, mais il n'est dédié qu'aux loisirs.
Ainsi, l'automobile a une place importante dans les déplacements. Ainsi, en 2022, 90,9 % des ménages de la commune disposent d'au moins une voiture (dont 61,4 % comptent deux voitures ou plus) et 95,7 % des actifs se rendent sur leur lieu de travail en voiture ou en camion.
Toutefois, l'arrêt « Les Istres & Bury Mairie » est desservi par la ligne de transport à la demande (TAD) C du réseau Mouvéo. En 2025, trois départs ont lieu dans la journée en direction d'Épernay ainsi que trois retours (du lundi au samedi hors jours fériés). En 2022, une seule personne utilise les transports en commun pour se rendre à son travail.

## Toponymie
Commune formée à la Révolution de l'union des anciennes paroisses des Istres et de Bury.
Le nom Les Istes apparaît pour la première fois en 1190. Il se transforme en Ystres en 1222 puis Les Ystes vers 1280. Dans la première moitié du XIVe siècle les archives de Reims font état d'un village nommé Istiœ. Les Ystes paraît de nouveau en 1404 puis prend la forme Les Heistes en 1464. Les Archives nationales notent Les Ysles en 1575 et rapportent un fief des Ides-de-Bury en 1693.

Les Istres tirerait son nom d'une formation gauloise *Istero, ayant désigné une « Forteresse du Bas [du territoire] ».
Bury est mentionné en 1180 sous le nom de Bureium, puis Buju, qu'il fallait probablement lire Buri, en 1205. L'article « le » se raccroche au toponyme en 1303 donnant Le Bury. En 1634, le village est noté Buiry dans les Archives nationales. C'est à la suite de la Révolution qu’apparaît Les Istres et Bury, lors de la fusion des paroisses de Bury et des Istres en la commune des Istres-et-Bury. On trouve également à la fin du XIXe siècle le toponyme Bury-les-Istres.

## Histoire
Au Moyen Âge, l'une des deux paroisses du village versait la dîme à l'abbaye Saint-Sauveur de Vertus, qui en nommait alors le curé. Au XVe siècle, la moitié de Bury était détenue par Colet de Pinteville, vicomte de Germinon, seigneur des Istres et de Bury. Ses descendants y possédèrent des terres jusqu'au XVIIe siècle. En 1572, l'église des Istres fut « gravement endommagée » par les Huguenots.
Au XVIe siècle, la famille Le Caussonnier détenait une partie des terres des Istres-et-Bury. En 1660, Marie Le Caussonnier, veuve et « dame de Bury, les Istres et partie de Pocancy », habitait le château de Bury. Aux XVIIe et XVIIIe siècles, la seigneurie fut possession des familles Le Picart de Flavigny, de Coussy, sieurs de Louvrigny, de Rémont, de Mongeot de Champagne et Tirant de Flavigny. Ainsi à la fin du XVIIe siècle et au début du siècle suivant, Nicolas-Claude de Mongeot, chevalier de Saint-Louis, fut seigneur de Champagne, des Istres-et-Bury et de Flavigny. Son fils, Jean-François reprit le titre de seigneur de Champagne, des Istres-et-Bury, de Saint-Euphraise et de la Forte-Maison, et devint lui aussi chevalier de Saint-Louis. Le père fut capitaine du régiment du Roi et le fils du 40e régiment d'infanterie de ligne.
En 1735, « Les Istres et les hameaux de Bury et Flavigny » comptaient 32 feux. En 1744, Claude Le Picart était seigneur de Bury, Caille, Connantray, Istres, Morin, Œuvy et Athis en partie ; la veuve Mougeot détenait  le titre de « dame des Istres et de Bury ». En 1789, l'écuyer François-Narcisse Beaudouin Tyran de Bury ou François-Narcisse-Dieudonné Tirant de Bury était seigneur de Morains, Flavigny, Bury, les Istres et Athis,. La famille Tirant de Bury tirait d'ailleurs son nom de son fief de Bury. La même année, Jacques de Caumont possédait également le titre de seigneur de Bury et des Istres. Les paroisses des Istres et de Bury fusionnèrent dans les années 1790-1794 pour former la commune des Istres-et-Bury, soit dès la création des communes en France.

## Politique et administration

### Tendances politiques
L'électorat des Istres-et-Bury vote fortement à droite. Ainsi, au second tour des élections présidentielles de 1995, 2007 et 2012, les électeurs de la commune choisissent à respectivement 72,55 %, 66,1 % et 73,44 % le candidat de droite. Cependant, le centre est généralement plus important qu'à l'échelle nationale et départementale, dépassant en 1995 et 2007 les 25 % des suffrages au premier tour. La gauche et l'extrême gauche réunies rassemblent quant à elles entre 17 et 25 % des voix,,. En 2002, on assiste à une poussée du Front national qui arrive en tête du premier tour avec 29,8 % mais perd plusieurs voix entre les deux tours, malgré une hausse de la participation de près de dix points.
Preuve de cet ancrage au centre-droit, le député centriste de la cinquième circonscription de la Marne, Charles de Courson, est réélu en 2002 et 2007 avec 68,2 % et 70,2 % des votes de la commune dès le premier tour,. Pour les élections au parlement européen, les habitants des Istres-et-Bury donnent en 2004 la majorité de leurs suffrages à des candidats de droite, dont plus de 27 % à l'UDF. En 2009, c'est l'UMP qui prend clairement la tête du scrutin avec 42,55 % des voix.
À un niveau plus local, les élections régionales de 2004 et 2010 voient la liste de droite l'emporter au second tour avec au moins 50 %, dans le cadre de triangulaires avec la gauche et l'extrême droite,. Au second tour de l'élection cantonale de 2004 du canton d'Avize, le candidat UMP devance de peu le conseiller général élu au niveau du canton (UDF) et un peu plus largement le PS. Sept ans plus tard, en 2011, Pascal Desautels, conseiller général sortant et désormais classé divers droite obtient 52,8 % des voix dès le premier tour, puis 71,4 % au second face à l'extrême droite. Ces dernières élections locales montrent une certaine montée du FN qui dépasse toujours, depuis 2010, les 25 % des votes au second tour,.

### Rattachements administratifs
Les Istres-et-Bury appartient au canton d'Avize depuis 1793, dans l'arrondissement d'Épernay.

### Administration municipale
| Période                                  | Période                      | Identité           | Étiquette | Qualité        |
| ---------------------------------------- | ---------------------------- | ------------------ | --------- | -------------- |
| Les données manquantes sont à compléter. |                              |                    |           |                |
| 1876                                     |                              | François Zacharie  |           |                |
| 1898                                     | 1900                         | Auguste Raimond    |           |                |
| Les données manquantes sont à compléter. |                              |                    |           |                |
| avant 1988                               | 1989                         | André Jahns        |           |                |
| 1989                                     | ?                            | Jean-Pierre Kerner |           |                |
| 2001                                     | 2008                         | Michel Lefèvre     | dvd       | Agriculteur    |
| 2008                                     | 2014                         | Béatrice Anxionnat |           | Aide-soignante |
| 2014                                     | En cours (au 4 juillet 2014) | Jean-Michel Colin  |           |                |

### Intercommunalité
La commune a rejoint la communauté de communes Épernay-Pays de Champagne (CCEPC) en 2004. Elle regroupe en 2011 seize communes pour un total d'environ 38 500 habitants. Ses compétences regroupent l'aménagement du territoire, le développement économique, l'environnement, les équipements sportifs, l'urbanisme, la voirie et les secours. La communauté de communes est membre du pays d'Épernay-Terres de Champagne.
Le 1er janvier 2017, la CCEPC fusionne avec la communauté de communes de la Région de Vertus au sein de la communauté d'agglomération Épernay, Coteaux et Plaine de Champagne.

## Équipements et services publics

### Eau et déchets
L'approvisionnement en eau potable et l'assainissement des eaux usées sont des compétences de la communauté d'agglomération Épernay Agglo Champagne, gérées par le biais de son service « Régie Eau et Assainissement » depuis le 1er janvier 2022. La commune des Istres-et-Bury est alimentée en eau potable par les captages de Bisseuil. L'eau, une fois utilisée, est acheminée jusqu'à la station d'épuration d'Avize[réf. nécessaire], dont l'assainissement collectif est assuré en régie par la communauté d'agglomération.
La communauté d'agglomération est également compétente en matière de déchets. La collecte des ordures ménagères résiduelles, des déchets recyclables et des biodéchets est réalisée en porte à porte, par mise à disposition de trois bacs distincts. La communauté d'agglomération adhèrant au syndicat de valorisation des ordures ménagères de la Marne (SYVALOM), ces déchets sont amenés au centre de transfert départemental de Pierry puis valorisés sur le site de La Veuve. La collecte du verre et des textiles se fait en apport volontaire. La communauté d'agglomération met par ailleurs trois déchèteries à disposition de ses habitants : à Magenta, Pierry et Voipreux.

### Enseignement
Les Istres-et-Bury fait partie de l'académie de Reims.
Les enfants des Istres-et-Bury vont avec ceux de Flavigny aux écoles maternelle et élémentaire d'Avize. L'école primaire Le Petit Prince d'Avize, située rue des Chapelles, est fréquentée par 177 élèves (chiffres 2024-2025).
Les enfants sont ensuite rattachés au collège Antoine de Saint-Exupéry d'Avize et au lycée Stéphane-Hessel d'Épernay.

### Postes et télécommunications
Deux boîtes aux lettres de La Poste se trouvent sur le territoire communal : rue Rivière à Bury et rue du Bosquet aux Istres. Les bureaux de poste les plus proches sont situés à Athis, Avize et Oiry, à environ 5 kilomètres des Istres-et-Bury.

### Justice, sécurité et secours
Du point de vue judiciaire, Les Istres-et-Bury relève du conseil de prud'hommes d'Épernay, du tribunal de commerce de Reims, du tribunal de proximité, du tribunal judiciaire, du tribunal paritaire des baux ruraux et du tribunal pour enfants de Châlons-en-Champagne, dans le ressort de la cour d'appel de Reims. Pour le contentieux administratif, la commune dépend du tribunal administratif de Châlons-en-Champagne et de la cour administrative d'appel de Nancy.
Les Istres-et-Bury est située en secteur Gendarmerie nationale et dépend de la brigade d'Avize.
En matière d'incendie et de secours, les casernes les plus proches sont celles d'Épernay et de Tours-sur-Marne, rattachées au Service départemental d'incendie et de secours (SDIS) de la Marne.

## Population et société

### Démographie

#### Évolution démographique
Depuis 1793, Les Istres-et-Bury a perdu 28 % de sa population. De la Révolution française à 1886, exception faite de l'année 1821, on y recense environ 120 habitants. Mais à partir de 1891 et jusqu'en 1906, la population baisse pour atteindre les 87 personnes. Jusqu'aux années 1930, la commune a connu une certaine croissance démographique. Cependant, à partir de 1936, sa population diminue à nouveau. En 1968, on ne dénombre ainsi plus que 74 habitants. Après un pic de population en 1982 avec 110 habitants, la population communale croît à nouveau depuis 1990 pour atteindre 91 habitants en 2009.
L'évolution du nombre d'habitants est connue à travers les recensements de la population effectués dans la commune depuis 1793. Pour les communes de moins de 10 000 habitants, une enquête de recensement portant sur toute la population est réalisée tous les cinq ans, les populations de référence des années intermédiaires étant quant à elles estimées par interpolation ou extrapolation. Pour la commune, le premier recensement exhaustif entrant dans le cadre du nouveau dispositif a été réalisé en 2004.

En 2022, la commune comptait 90 habitants, en évolution de −8,16 % par rapport à 2016 (Marne : −1,19 %, France hors Mayotte : +2,11 %).
| 1793 | 1800 | 1806 | 1821 | 1831 | 1836 | 1841 | 1846 | 1851 |
| ---- | ---- | ---- | ---- | ---- | ---- | ---- | ---- | ---- |
| 123  | 122  | 115  | 95   | 118  | 129  | 132  | 122  | 127  |

| 1856 | 1861 | 1866 | 1872 | 1876 | 1881 | 1886 | 1891 | 1896 |
| ---- | ---- | ---- | ---- | ---- | ---- | ---- | ---- | ---- |
| 128  | 115  | 117  | 118  | 120  | 122  | 119  | 106  | 107  |

| 1901 | 1906 | 1911 | 1921 | 1926 | 1931 | 1936 | 1946 | 1954 |
| ---- | ---- | ---- | ---- | ---- | ---- | ---- | ---- | ---- |
| 94   | 87   | 90   | 94   | 100  | 102  | 96   | 91   | 79   |

| 1962 | 1968 | 1975 | 1982 | 1990 | 1999 | 2004 | 2006 | 2009 |
| ---- | ---- | ---- | ---- | ---- | ---- | ---- | ---- | ---- |
| 81   | 74   | 77   | 110  | 80   | 81   | 82   | 87   | 91   |

| 2014 | 2019 | 2022 | - | - | - | - | - | - |
| ---- | ---- | ---- | - | - | - | - | - | - |
| 95   | 95   | 90   | - | - | - | - | - | - |

#### Pyramide des âges
La population de la commune est relativement jeune.
En 2018, le taux de personnes d'un âge inférieur à 30 ans s'élève à 32,6 %, soit en dessous de la moyenne départementale (36,9 %). À l'inverse, le taux de personnes d'âge supérieur à 60 ans est de 26,3 % la même année, alors qu'il est de 25,3 % au niveau départemental.
En 2018, la commune comptait 47 hommes pour 49 femmes, soit un taux de 51,04 % de femmes, légèrement inférieur au taux départemental (51,6 %).
Les pyramides des âges de la commune et du département s'établissent comme suit.
| Hommes | Classe d’âge | Femmes |
| ------ | ------------ | ------ |
| 0,0    | 90 ou +      | 2,1    |
| 10,6   | 75-89 ans    | 10,4   |
| 14,9   | 60-74 ans    | 14,6   |
| 23,4   | 45-59 ans    | 25,0   |
| 21,3   | 30-44 ans    | 12,5   |
| 12,8   | 15-29 ans    | 18,8   |
| 17,0   | 0-14 ans     | 16,7   |

| Hommes | Classe d’âge | Femmes |
| ------ | ------------ | ------ |
| 0,6    | 90 ou +      | 1,8    |
| 6,5    | 75-89 ans    | 9,2    |
| 16,5   | 60-74 ans    | 17,8   |
| 19,7   | 45-59 ans    | 19,1   |
| 18,6   | 30-44 ans    | 17,5   |
| 19,9   | 15-29 ans    | 18,2   |
| 18,2   | 0-14 ans     | 16,6   |

### Santé et sport
Les établissements de santé les plus proches se trouvent également à Épernay ; ce sont le centre hospitalier Auban-Moët et la polyclinique Saint-Vincent. La commune ne possède pas d'équipement sportif. Elle a cependant contribué, via la CCEPC, à la construction de la piscine Bulléo d'Épernay.

## Économie

### Revenus de la population et fiscalité
En 2008, la commune comptait 41 foyer fiscaux déclarant en moyenne 34 282 € de revenu net soit 10 000 € de plus que la moyenne départementale. Ces revenus sont en augmentation de 28,5 % depuis 2006. Les foyers non imposables, représentant 29 % des ménages, avaient des revenus inférieurs de 60 % aux foyers imposables (15 668 € contre 41 984 €),.
|                               | Taux voté aux Istres-et-Bury | Taux moyen de la strate |
| Taxe d'habitation             | 15,97 %                      | 6,70 %                  |
| Taxe foncière sur le bâti     | 15,97 %                      | 9,89 %                  |
| Taxe foncière sur le non-bâti | 15,97 %                      | 24,34 %                 |
| Taxe professionnelle          | 8,44 %                       | 8,40 %                  |

### Emploi
En 2007, on dénombre 48 actifs, soit 82 % de la population âgée de 15 à 64 ans. Parmi ceux-ci, trois sont au chômage ; le taux de chômage y est donc de 6 %. Parmi les actifs occupant un emploi, 36 sont salariés, sept indépendants et deux sont employeurs. En 1999, 23,3 % des salariés occupaient un emploi à temps partiel.
Selon les chiffres de 1999, les agriculteurs et les employés y étaient fortement surreprésentés par rapport à l'échelle nationale. Les Istres-et-Bury comptait alors 45,5 % d'employés et 18 % d'agriculteurs exploitants (contre respectivement près de 29 % et moins de 3 % sur l'ensemble du territoire). Les cadres et les professions intellectuelles supérieures, aussi nombreux que les agriculteurs, y étaient également plus nombreux qu'au niveau national. On dénombrait par ailleurs, 9 % d’ouvriers ainsi que de professions intermédiaires,.
Selon le même recensement, seules huit personnes exerçaient leur profession dans la commune. Tous étaient des hommes non-salariés travaillant dans le secteur agricole. En 2007, ils ne sont plus que cinq dont une femme. Toutes les autres personnes occupant un emploi travaillent dans une autre commune du département.

### Agriculture
Au 31 décembre 2008, on dénombrait d'ailleurs douze établissements, dont les deux tiers se trouvaient dans le secteur agricole. L’essentiel du territoire communal est en effet tourné vers l'agriculture. Même si le nombre d'exploitations agricoles a diminué de douze à huit entre 1988 et 2000, leur surface agricole utile moyenne a augmenté de 36 hectares. On y cultive principalement des céréales (blé, orge commune), de la betterave sucrière et de la luzerne. D'autre part, l'élevage de volailles a disparu depuis 1988 alors que leur effectif était de 464.

## Culture et patrimoine

### Manifestations culturelles et festivités
En juin 2009, l'association des amis de l'église des Istres a organisé un concert de flûte, dans le but de recueillir des fonds pour la restauration de l'église Sainte-Hélène. Au mois de septembre suivant, un concert de cor des Alpes suivi d'élèves du collège Terres-Rouges d'Épernay est également organisé par l'association de 60 membres. Réalisé dans le cadre des journées du patrimoine, l’événement s'est déroulé dans l'église Sainte-Hélène, « trop petite » pour accueillir le public. L'année suivante, au mois de juin, le flûtiste Jean-Christophe Sampson est revenu pour un concert en l'église des Istres. Il était accompagnée d'une claveciniste.

### Patrimoine
La commune compte deux édifices religieux : l'église de Bury et Sainte-Hélène des Istres. Cette dernière est classée monument historique depuis le 14 mars 1927.

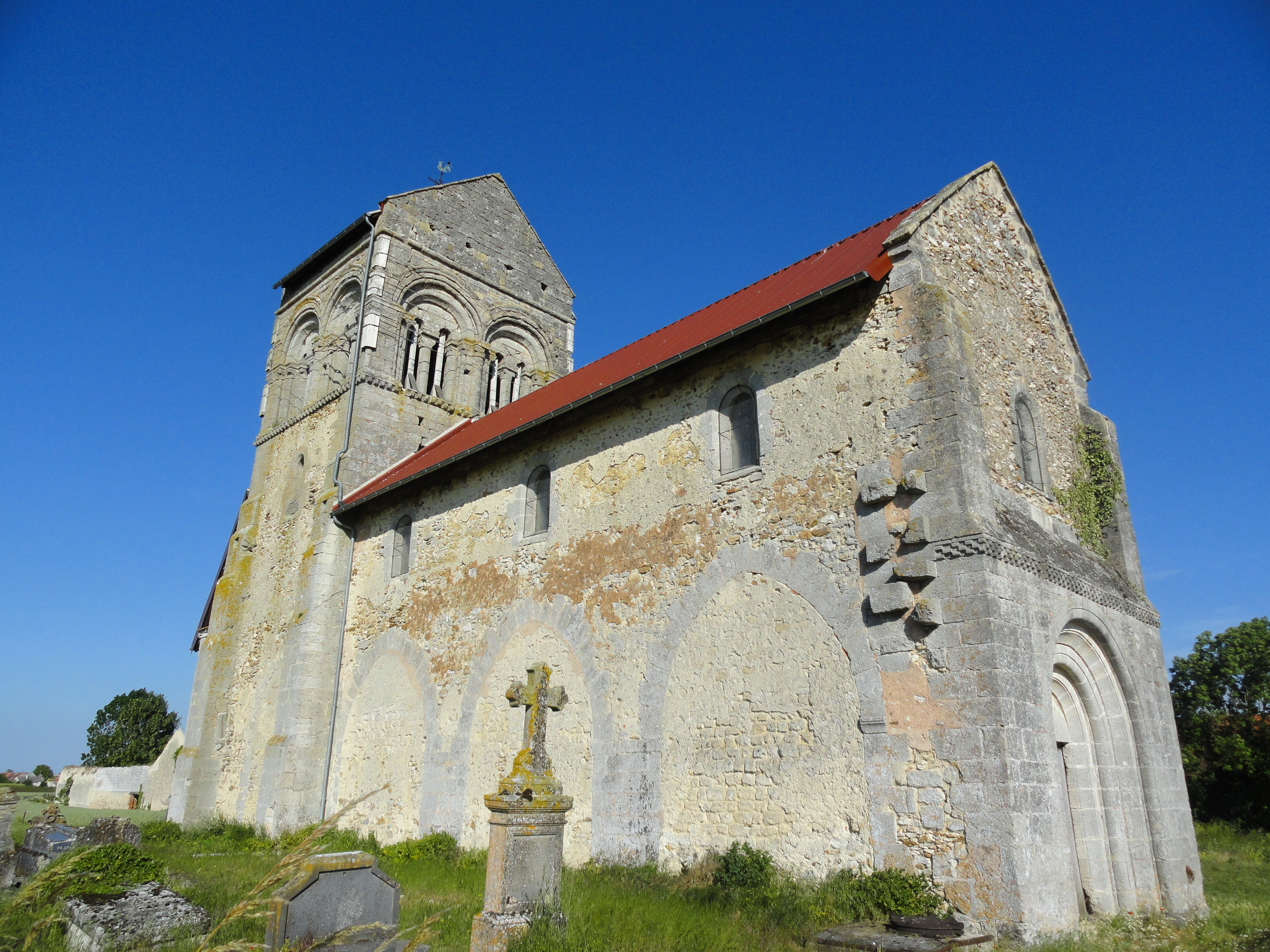
Vue nord de l'église Sainte-Hélène et de son cimetière.
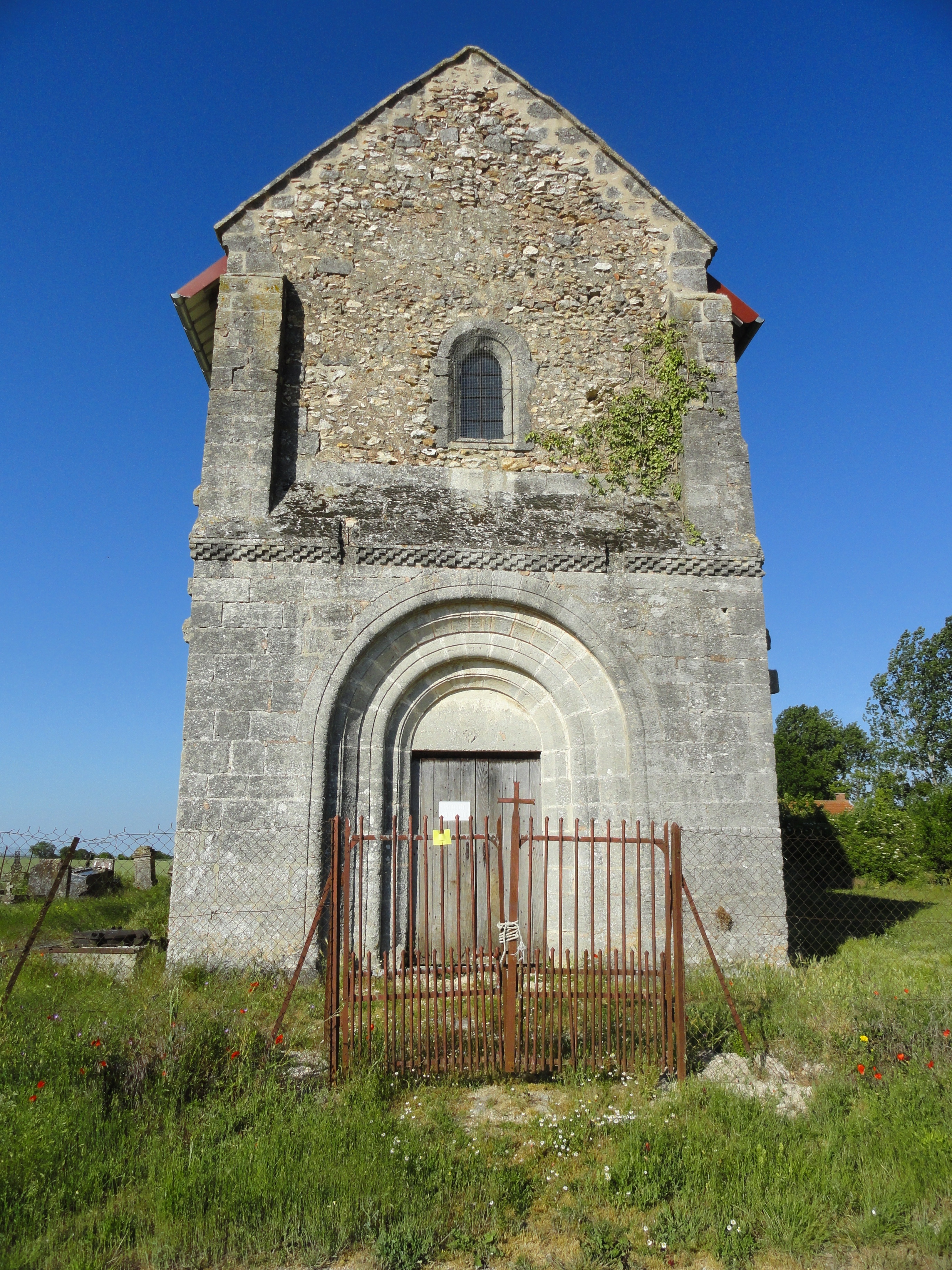
Façade de l'édifice.
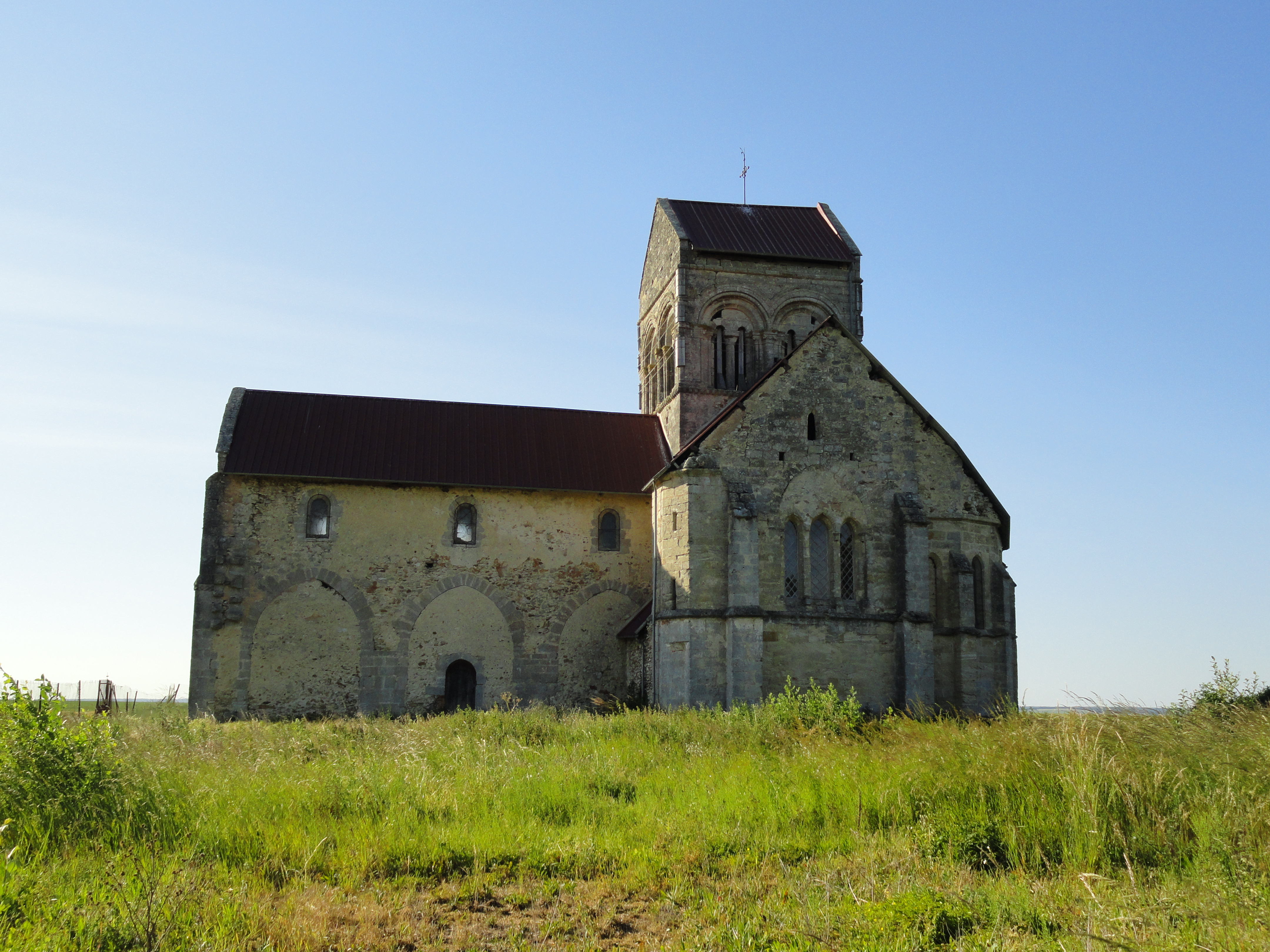
Vue sud de Sainte-Hélène.
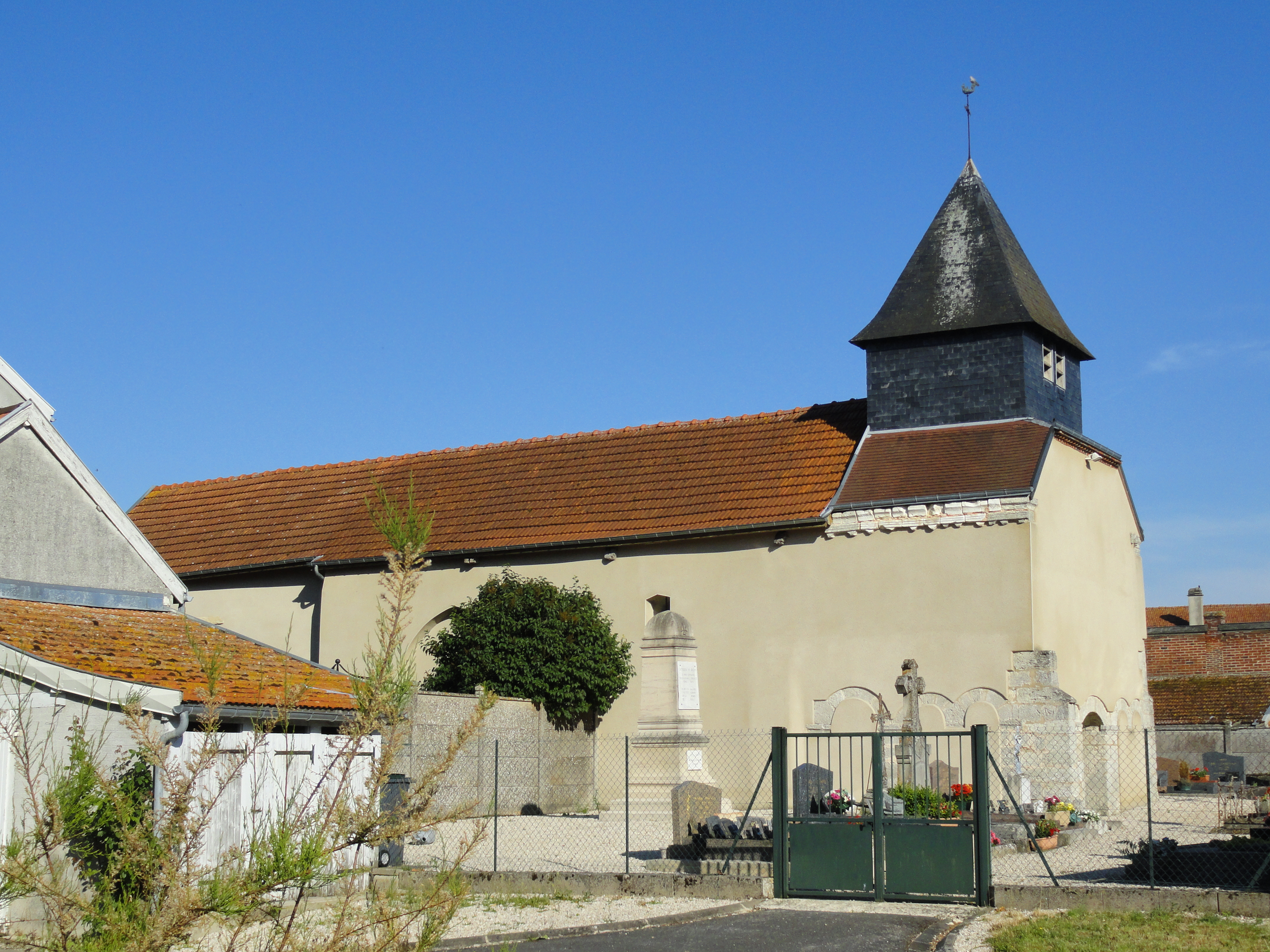
L'église de Bury.

## Pour approfondir